# 圓斑馴麗魚
圓斑馴麗魚，為輻鰭魚綱鱸形目隆頭魚亞目慈鯛科的其中一種，分布於中美洲墨西哥Tulija河上游流域，體長可達12公分，棲息在山地流動的溪流，以無脊椎動物為食，生活習性不明。